# Sohn des Revolverhelden
Sohn des Revolverhelden (Originaltitel: Son of a Gunfighter) ist ein in US-amerikanisch-spanischer Koproduktion entstandener Western aus dem Jahr 1965, dessen Aufnahmen unter der Leitung von Paul Landres in Spanien stattfanden. Der Film lief am 10. September 1965 in Kinos des deutschsprachigen Raumes an.

## Handlung
1877, an der amerikanisch-mexikanischen Grenze: Johnnys Vater ist der berüchtigte Revolvermann Ace Ketchum; er ist auf der Suche nach dem Mörder seiner Mutter. Dabei trifft er auf verschiedene Leute wie den Deputy Mace Fenton, der gerne die 10.000 $ Kopfgeld, die auf Ace ausgesetzt sind, kassieren möchte, nach einem Postkutschenüberfall auf den reichen Großgrundbesitzer Don Pedro Fortuna und dessen hübsche Tochter Pilar sowie auf Juan Morales, einen Banditen, der die Gegend mit Furcht und Schrecken überzieht. Die eifrige Suche entwickelt sich langsam zu einem Vater-Sohn-Konflikt, bis schließlich die familiären Geheimnisse gelüftet, Johnny und Pilar ein Paar und die Kämpfe mit Morales’ Gang siegreich beendet werden können.

## Kritik
Die Kritiker fassten sich kurz und bezeichneten das Werk trotz „attraktiver Besetzung“ als „billig“. Der „Titel sage bereits alles“, auch wenn der Film mit amerikanischen Akteuren und Ideen des Alten Westerns aufgepeppt sei.